# Dante Graziosi
Dante Graziosi (Granozzo con Monticello, 11 gennaio 1915 – Riccione, 7 luglio 1992) è stato un politico, scrittore e partigiano italiano.

## Biografia
Veterinario, ha partecipato alla Resistenza novarese nella veste di Commissario della divisione partigiana “Remo Rabellotti”, contribuendo ad impedire che la città cadesse sotto l’occupazione tedesca. È stato docente di zootecnia all'Università di Torino, tra i fondatori della Democrazia Cristiana locale e deputato nazionale per quattro legislature a partire dal 1953, poi sottosegretario in quattro governi, assumendo la carica di sottosegretario di Stato al Ministero della Sanità Pubblica (1963-1964), sottosegretario di Stato al Ministero Commerciale Estero (1966-1969), presidente della 14ª Commissione di Igiene e Sanità della Camera dei Deputati (1969-1972) e Deputato al Parlamento Europeo di Strasburgo dal 1959 al 1966. È inoltre stato tra i fondatori delle organizzazioni dei coltivatori diretti nel Novarese.
Al termine della carriera politica si è dedicato alla letteratura esordendo con i racconti di La terra degli aironi presso Mursia nel 1972, seguiti da Una Topolino amaranto da Rusconi (con buona accoglienza della critica che lo ha definito “il James Herriot italiano”, fino alla Targa d'oro al premio Bancarella nel 1981) da cui la Rai ha tratto uno sceneggiato televisivo.
A lui è dedicato il premio Graziosi Terra degli aironi, l'unico in Italia sulla narrativa di pianura (promosso dal Centro Novarese di Studi Letterari, tra i premiati alla carriera Claudio Magris, Alberto Bevilacqua e Sebastiano Vassalli), ispirato alla sua prima opera. Ai luoghi narrati è dedicato uno dei primi itinerari cicloturistici letterari in Italia.
Molte delle sue opere narrative hanno al centro il tramonto della civiltà contadina nella pianura delle risaie del Piemonte Orientale, tra i fiumi Sesia e Ticino, e sono ambientate nel suo Molino della Baraggia presso Granozzo, vicino a Novara, ora Novarello, sede del Novara Calcio. La raccolta postuma delle sue opere è stata pubblicata da Interlinea edizioni, a cura di Roberto Cicala, fino alla raccolta completa dei suoi maggiori libri nel volume Le storie della risaia del 2012.
Nel 2014 è stato avviato il progetto di Archivio letterario Dante Graziosi, ultimato nel 2020, presso la Sezione Novarese della Biblioteca Civica Negroni di Novara a cura del Centro Novarese di Studi Letterari.

## Opere narrative
Dopo essersi dedicato alla sua vera vocazione di medico veterinario, vissuta con passione nelle sue terre di origine,  volle dedicarsi alla sua ventennale stagione letteraria. Così dopo aver conosciuto il Palazzo e ottenuto incarichi internazionali, alla fine aveva scelto di tornare ai valori genuini e semplici delle proprie radici e li ha voluti raccontare.
L’esordio letterario è avvenuto nel 1972 con La terra degli aironi, una serie di racconti in cui sul filo dei ricordi lo scrittore fa rivivere tradizioni, ambiente e personaggi di una civiltà contadina tra Sesia e Ticino ormai al tramonto. È però all’attività di medico degli animali che ha dedicato nel 1980 il suo più celebre libro, Una Topolino amaranto, da cui è stato tratto uno sceneggiato Rai e che gli è valso la targa d’oro dei Librai al Premio Bancarella nel 1981. Nello stesso anno uscì il volumetto Antichi Borghi sull’acqua, a cavallo tra storie e leggende del territorio novarese, e nel 1982 Storie di brava gente: avventure, scoperte e testimonianze dal mondo contadino. Dopo il memorialistico pamphlet Vengo dall’aldilà, nel 1987 ha pubblicato Nando dell’Andromeda, romantica saga padana che ha per protagonista un camminante, uomo libero e poeta, al tempo delle mondine, della vita sull’aia, delle prime lotte politiche nelle campagne. Nel 1990 escono Le mele maturavano al sole e Il giorno del maiale – racconti di risaia: stralci di vita passata che raccontano con vivacità e al contempo nostalgia storie della tradizione del basso novarese. 
L’autore, scomparso nell’estate del 1992, intingeva il pennino nell’inchiostro della memoria, nella fedeltà alle radici che contraddistingue la sua vena letteraria, affiorante anche nelle opere postume Le vane speranze di Guido Collasio e Racconti e ricordi.

## Opere
- La terra degli aironi. Cronache di provincia, Mursia, Milano 1972; Istituto Geografico De Agostini, Novara 1989; con una nota di Davide Lajolo, Interlinea, Novara 1993; nuova edizione, presentazione di Davide Lajolo, con una nota di Roberto Cicala, ivi, 2007.
- Una Topolino amaranto. Ricordi di un medico degli animali, Rusconi, Milano 1980 (sei edizioni); nuova edizione con un capitolo finale inedito e una nota di Roberto Cicala, Interlinea, Novara 1992; nuova edizione, ivi, 2012.
- Antichi borghi sull’acqua, Famiglia Nuaresa, Novara 1981.
- Storie di brava gente, Rusconi, Milano 1982.
- Vengo dall'aldilà, Rusconi, Milano 1982.
- Nando dell'Andromeda. Una romantica saga padana, De Agostini, Novara 1987; con prefazione di Paolo Taggi, Interlinea, Novara 1993; nuova edizione, prefazione di Paolo Taggi, ivi, 1999.
- Le mele maturavano al sole, Camunia, Milano 1990.
- Il giorno del maiale, Sgp, Novara 1990.
- Le vane speranze di Guido Collasio, Interlinea, Novara 1996.
- Racconti e ricordi, Interlinea, Novara 2000.
- La fiera di Novara e altre storie della memoria. Un'antologia , con tavole di Sergio Bonfantini, Interlinea, Novara 2008.
- Le storie della risaia, raccolta dei migliori libri dell'autore con bibliografia, antologia della critica e tavole di Sergio Bonfantini, presentazione di Sebastiano Vassalli, a cura di Roberto Cicala, Interlinea, Novara 2012.